# The Invisible Man (televisieserie uit 1958)
The Invisible Man is een Britse televisieserie uit 1958, geproduceerd door ITC Entertainment. De serie is losjes gebaseerd op het boek de onzichtbare man van H.G. Wells. De serie liep twee seizoenen.

## Verhaal
De serie draait om dokter Peter Brady, een Britse wetenschapper die probeert een manier voor onzichtbaarheid te vinden door middel van lichtreflectie. Er vindt een ongeluk plaats, en Brady wordt permanent onzichtbaar.
Brady wordt vrijwel direct na zijn ongeluk opgesloten en tot staatsgeheim verklaard. Hij weet de Britse overheid echter te overtuigen hem terug te laten keren naar zijn lab om een tegengif te zoeken. In ruil zal hij werk doen voor de Britse geheime dienst. Tevens gebruikt hij zijn onzichtbaarheid om mensen in problemen te helpen.

## Productie
In de niet uitgezonden pilotaflevering deed de Canadese acteur Robert Beatty de stem van de onzichtbare man. Nadat Ralph Smart (1908-2001), de bedenker van de serie, de pilot zag, besefte hij dat hij dit niet kon gebruiken. De acteur die in verband was gewikkeld voor de rol van de onzichtbare man botste duidelijk zichtbaar een paar keer tegen deuren en het decor op, en de draden die werden gebruikt om de indruk te wekken dat voorwerpen door de lucht zweefden waren soms ook zichtbaar. De pilot werd afgekeurd, maar elementen van de pilot werden later wel gebruikt voor de aflevering 'Secret Experiment,' 'Picnic With Death' en 'Bank Raid'.
Een tweede pilot werd gemaakt, ditmaal met het personage Dr. Peter Brady als de onzichtbare man. Deze pilot sloeg wel aan.
De onzichtbare man werd gespeeld door Johnny Scripps. Tim Turner deed zijn stem. Er was ook nog een derde acteur die de scènes speelde waarin de onzichtbare man geheel in verband is gewikkeld, maar hij werd niet op de aftiteling vermeld en is derhalve onbekend.
Poppenspeler Jack Whitehead werd erbij gehaald om de special effects te verzorgen.

## Afleveringen

### Seizoen een
1. Secret Experiment
2. Crisis in the Desert
3. Behind the Mask
4. The Locked Room
5. Picnic With Death
6. Play to Kill
7. Shadow on the Screen
8. The Mink Coat
9. Blind Justice
10. Jailbreak
11. Bank Raid
12. Odds Against Death
13. Strange Partners

### Seizoen twee
1. Point of Destruction
2. Death Cell
3. The Vanishing Evidence
4. The Prize
5. Flight into Darkness
6. The Decoy
7. The Gun Runners
8. The White Rabbit
9. Man in Disguise
10. Man in Power
11. The Rocket
12. Shadow Bomb
13. The Big Plot